# Кравченко, Борис Петрович
Бори́с Петро́вич Кра́вченко (28 ноября 1929, Ленинград — 9 февраля 1979, Ленинград) — советский композитор и педагог, представитель Ленинградской композиторской школы среднего поколения.

## Биография
В 1953 году окончил Музыкальное училище при Ленинградской государственной консерватории по классу композиции (педагог Г. И. Уствольская).
В 1958 году окончил ЛГК им. Н. А. Римского-Корсакова по классу композиции (педагоги Ю. А. Балкашин и Б. А. Арапов).
Автор опер, оперетт, мюзиклов для радио, симфонических, эстрадно-симфонических и вокально-симфонических сочинений, музыки для оркестра русских народных инструментов, камерно-вокальных и хоровых произведений, песен, произведений для ансамбля электромузыкальных инструментов.
Среди его хоровых сочинений циклы на стихи советских поэтов для смешанного хора a cappella «Русские фрески» (в двух тетрадях, соч. 31, соч. 56), цикл «Веселые хоры» (соч. 66(2)), Хоровые поэмы (соч. 38), «Потешки» для детского хора в сопр. ф-п. и без сопр., обработки русских народных песен для хора и оркестра русских народных инструментов.
Автор первой советской кукольной оперы для детей «Ай да Балда!» (1974), опер «Жестокость» (1968), «Лейтенант Шмидт» (1972), «Старомодная комедия» (1978); ораторий, в том числе «Размышление о мире и войне» (1969), и др.
В 1971—1979 годах — директор и главный редактор Ленинградского отделения издательства «Советский композитор».